# Вепсяислампи
Ве́псяисла́мпи (фин. Vepsäislampi) — озеро на территории Салминского сельского поселения Питкярантского района Республики Карелия.

## Общие сведения
Площадь озера — 0,7 км². Располагается на высоте 64,5 метров над уровнем моря.
Форма озера лопастная, продолговатая: вытянуто с северо-востока на юго-запад. С юго-запада берега каменисто-песчаные, остальные берега сильно заболоченные.
С северо-востока в озеро впадает река Сайтаканоя. С юго-восточной стороны оз озера вытекает река Пиени-Кивиоя, впадающая с правого берега в реку Тулемайоки.
С юго-запада от озера проходит лесная дорога.
Населённые пункты возле озера отсутствуют. Ближайший — посёлок Ууксу — расположен в 12 км к западу от озера.
Название озера переводится с финского языка как «вепсская ламбина».
Код объекта в государственном водном реестре — 01040300211102000014268.